# خوست (استان لهستان بزرگ‌تر)
خوست (به لهستانی:  Chełst) یک روستا در لهستان است که در گمینا دراوسکو واقع شده‌است.